# Partiet för demokratiskt välstånd
Partiet för demokratiskt välstånd, Partia e Prosperiteti Demokratike (PPD)  är ett politiskt parti bland etniska albaner i Nordmakedonien, bildat i april 1990. Partiledare är Abdyladi Vejseli.
1992 till 1998 ingick partiet i en koalitionsregering ledd av Makedoniens socialdemokratiska union.
Sedan en radikal falang, ledd av Menduh Taci och Arben Xhaferi, i februari 1994 hoppade av partiet och bildade Partiet för albanernas demokratiska framgång så minskade väljarstödet för PPD. I valet den 15 september 2002 fick man endast 2,3 % av rösterna och 2 av 120 platser i parlamentet.
I parlamentsvalet 2006 ingick partiet i DUI-PPD-koalitionen  och lyckades därigenom erövra tre mandat. 